# Гленвил (Конектикат)
Гленвил (енгл. Glenville) насељено је место без административног статуса у америчкој савезној држави Конектикат.

## Демографија
По попису из 2010. године број становника је 2.327.
| Група             | 2000.    | 2010.         |
| Белци             | 0 (0,0%) | 2.012 (86,5%) |
| Афроамериканци    | 0 (0,0%) | 23 (1,0%)     |
| Азијати           | 0 (0,0%) | 138 (5,9%)    |
| Хиспаноамериканци | 0 (0,0%) | 138 (5,9%)    |
| Укупно            | 0        | 2.327         |